# Harris Flanagin
Harris Flanagin (* 3. November 1817 in Roadstown, New Jersey; † 23. September 1874 in Arkadelphia, Arkansas) war ein US-amerikanischer Politiker und zwischen 1862 und 1864 Gouverneur von Arkansas.

## Frühe Jahre
Harris Flanagin besuchte die Quäker-Schulen in seiner Heimat in New Jersey. Er muss mathematisch sehr begabt gewesen sein, denn er brachte es bereits im Alter von 18 Jahren zum Mathematiklehrer. Später betrieb er in Paoli in Illinois eine eigene Mathematikschule. Gleichzeitig studierte er Jura. Im Jahr 1837 wurde er als Anwalt zugelassen. Zwei Jahre später zog er nach Arkansas, wo er sich zunächst in Greenville niederließ, ehe er dann nach Arkadelphia, das ebenfalls im Clark County liegt, umzog. Dort eröffnete er eine Anwaltskanzlei.

## Politischer Aufstieg
Zwischen 1842 und 1844 war Flanagin als Mitglied der Whig Party im Repräsentantenhaus von Arkansas. Er meldete sich als Freiwilliger für den Kriegseinsatz im Mexikanisch-Amerikanischen Krieg, aber seine Einheit kam wegen organisatorischer Probleme nicht zum Einsatz. In den 1850er Jahren war er im Stadtrat von Arkadelphia. Staatsweit spielte er in jener Zeit keine politische Rolle. Er kehrte erst im Jahr 1861 auf die politische Bühne zurück und war Mitglied des Kongresses, der über die Sezession von Arkansas beriet. Dort stimmte er als Anhänger des Südens für den Austritt des Landes aus der Union. Im folgenden Sezessionskrieg stieg er in der Armee des Südens bis zum Oberst (Colonel) auf. Im Sommer 1862 wurde er in Arkansas als möglicher Kandidat für die im Oktober anstehende Gouverneurswahlen in Betracht gezogen. Eine Koalition aus ehemaligen Whigs und den Demokraten wollten den amtierenden Gouverneur Henry Rector nicht mehr unterstützen. Aus diesem Grund wurde Flanagin nominiert und anschließend von den Wählern in dieses Amt gewählt. Daraufhin beendete Flanagin seinen Militärdienst. 

## Gouverneur von Arkansas
Flanagins Amtszeit begann am 15. November 1862 und wurde von den Ereignissen des Bürgerkriegs überschattet. Die Bevölkerung von Arkansas litt unter den Auswirkungen des Krieges. Dazu gehörten steigende Preise und eine Verknappung von Lebensmitteln. Vor allem Salz wurde zur Mangelware. Viele Menschen in Arkansas hungerten und der Unmut über diese Lage führte zu Unruhen. Hinzu kamen zunehmend schlechtere Meldungen über den Kriegsverlauf und eine steigende Zahl von toten und verletzten Soldaten. Der Gouverneur erließ neue Gesetze, um die Not im Volk zu mindern, aber diese zeigten keine Wirkung. Auf der anderen Seite versuchte er, ebenfalls erfolglos, eine Verteidigung von Arkansas zu organisieren. Im August 1863 begann die Armee der Union eine Offensive in Arkansas und besetzte große Teile des Landes. Am 10. September wurde die Hauptstadt Little Rock erobert. Gouverneur Flanagin war vorher geflohen und regierte nun in Washington, im noch von der Konföderation beherrschten Teil des Landes. Währenddessen wurde in Little Rock von der Union Isaac Murphy als neuer Gouverneur eingesetzt. Damit hatte Arkansas zwei Gouverneure und zwei Regierungen. Allerdings konnte sich Flanagin nicht lange halten. Militärisch und wirtschaftlich war die Lage aussichtslos und er zog sich am 18. April 1864 ins Privatleben nach Akradelphia zurück, wo er wieder als Anwalt tätig wurde.

## Weiterer Lebenslauf
In der Rekonstruktionszeit sprach er sich gegen Gewalt aus. Im Jahr 1872 war er Delegierter auf dem Bundesparteitag der Demokratischen Partei. Im Jahr 1874 war er maßgeblich an der Ausarbeitung einer neuen Verfassung für Arkansas beteiligt und er war bereits als möglicher Kandidat für die anstehenden Gouverneurswahlen im Gespräch. Dazu kam es aber nicht mehr, weil Flanagin plötzlich an Herzversagen verstarb.